# 马尔加什共和国
马尔加什共和国（马达加斯加语：Repoblika Malagasy）是位于非洲东南部马达加斯加岛上的一个国家。1958年，该国作为新成立的法兰西共同体内的一个自治共和国成立，并于1960年完全独立，直到1975年被马达加斯加民主共和国取代。